# Зелиньский, Кшиштоф
Кшиштоф Влодзимеж Зелиньский (пол. Krzysztof Włodzimierz Zieliński; род. 6 апреля 1950, Вроцлав, Польша) — польский учёный, профессор, врач-патолог.

## Биография
Родился во Вроцлаве, где провёл детство и юность. В школе был игроком вроцлавского клуба «Ювения», специализировался в плавании стилем баттерфляй. Аттестат зрелости получил в 1968 году, поступил в Военно-Медицинскую академию в Лодзи, диплом с отличием получил в 1974 году. После окончания ВУЗа поселился в Лодзи, где в 1975—1979 гг. работал в Военно-Медицинской академии в качестве ассистента. После прохождения в 1980 году обязательной медицинской практики в армии, где служил командиром медицинской роты, вернулся к научной деятельности в Академии. В 1981 году получил научную степень доктора наук и работал в должности адъюнкта, пока не прошёл процедуру хабилитации в 1989 году. В 1994 году получил звание экстраординарного профессора, в 1997 году — ординарного.
С 1998 года руководил Кафедрой клинической патологии Военно-Медицинской Академии в Лодзи. В 2002 году уволился из армии в звании полковника и начал работу в новом лодзинском Медицинском университете, где до настоящего времени является заведующим Кафедрой патологии и клинической цитопатологии.

## Научная деятельность
Ученик профессоров Анджея Кулига и Лешека Возняка. Прошёл стажировку в варшавском Институте онкологии и в Лодзи (1984), в «Bildanalyse Lab.» в Мюнхене (1986, 1996) и в «King’s College» в Лондоне. Его научные исследования касаются использования количественных методов в патологической диагностике и вопросы микрососудистой циркуляции при патологических состояниях. С 1975 года является членом Польского общества патологов (1983—1989 — главный секретарь), а с 1987 года также является членом «International Society on Diagnostic Quantitative Pathology».
Является автором множества научных работ, медицинских учебников, а также популярно-научных медицинских книг. В 1991—1994 гг. занимал должность проректора по студенческим вопросам в Военно-Медицинской академии в Лодзи. До 2002 года был Главным специалистом Министерства обороны в области патологии.

## Награды
- Золотой и серебряный Крест Заслуги.

## Семья
Сын историка Генриха Зелиньского, внук педагога и активиста Союза поляков в Германии Юлиуша Зелиньского и директора шахты «Янина» Зигмунда Щётковского.
Жена — Эльжбета (педиатр, проф. медицинских наук), есть сын.

## Избранные публикации
- Кшиштоф Зелиньский, Zarys zasad histomorfometrii w badaniach patomorfologicznych (Описание принципов гистоморфометрии в патологических исследованиях), 1994
- Лешек Возняк, Кшиштоф Зелиньский, Nowotwory melanocytarne skóry. Atlas i leksykon histopatologicznych określeń diagnostycznych. (Меланоцитарные раковые опухоли кожи. Атлас и глоссарий гистопатологических терминов диагностики.) Издательство Olympus-Poland, Варшава, 2001, ISBN 83-915159-0-7
- Кшиштоф Зелиньский, Михал Стшелецкий, Komputerowa analiza obrazu biomedycznego (Компьютерный анализ биомедицинского изображения.) PWN — Государственное Научное Издательство, Варшава, 2002, ISBN 83-01-13577-8
- Кшиштоф Зелиньский, Ханна Залевская-Юра, Słownik pochodzenia nazw i określeń medycznych. Antyczne i nowożytne dzieje chorób w ich nazwach ukryte (Словарь происхождения имен и медицинских терминов. Древняя и современная история болезней, сокрытая в их названии.) Издательство Alfa Medica Press, Бельско-Бяла, 2004, ISBN 83-88778-67-6
- Кшиштоф Зелиньский, Мариан Броцкий, Марек Яняк, Анджей Висьневский, Patologia obrażeń i schorzeń wywołanych współczesną bronią w działaniach wojennych i terrorystycznych (Патология травм и заболеваний, вызванных использованием современного оружия в ходе военных и террористических действий). Издательство Министерства Обороны, Варшава, 2010, ISBN 978-83-927103-4-9